# AMCA (航空機)
Advanced Medium Combat Aircraft
エアロインディア2021に展示されたAMCAモデル
- 用途：戦闘機
- 分類：マルチロール機
- 製造者：HAL、航空開発局（英語版）, 防衛研究開発機構（英語版）
- 運用者： インド（インド空軍）
- 初飛行：2028年 (予定)

AMCAは、インドで開発中の第5世代ジェット戦闘機である。

## 概要
HAL Advanced Medium Combat Aircraft  (先進中型軍用機)はインドの航空開発機関で設計、開発中でヒンドスタン航空機(HAL)によって製造予定の第5世代ジェット戦闘機の構想である。 計画は2008年に開始された。同年インド海軍が航空母艦での運用に最適化された海軍仕様の開発を目的として計画に参加した。初飛行は2028年の予定である。
制空、地上攻撃、爆撃、迎撃や他の任務のために設計された多用途軍用航空機である。単座式双発で多くの地上と海上の防衛のために以前の世代の戦闘機を凌駕する超音速巡航、ステルス性、アクティブ・フェーズドアレイ・アンテナレーダー、機動性と先進的なアビオニクスを備える。AMCAはHAL テジャス、FGFA、Su-30MKI、ラファールに加えて使用される予定である。

## 開発

### AMCA 計画

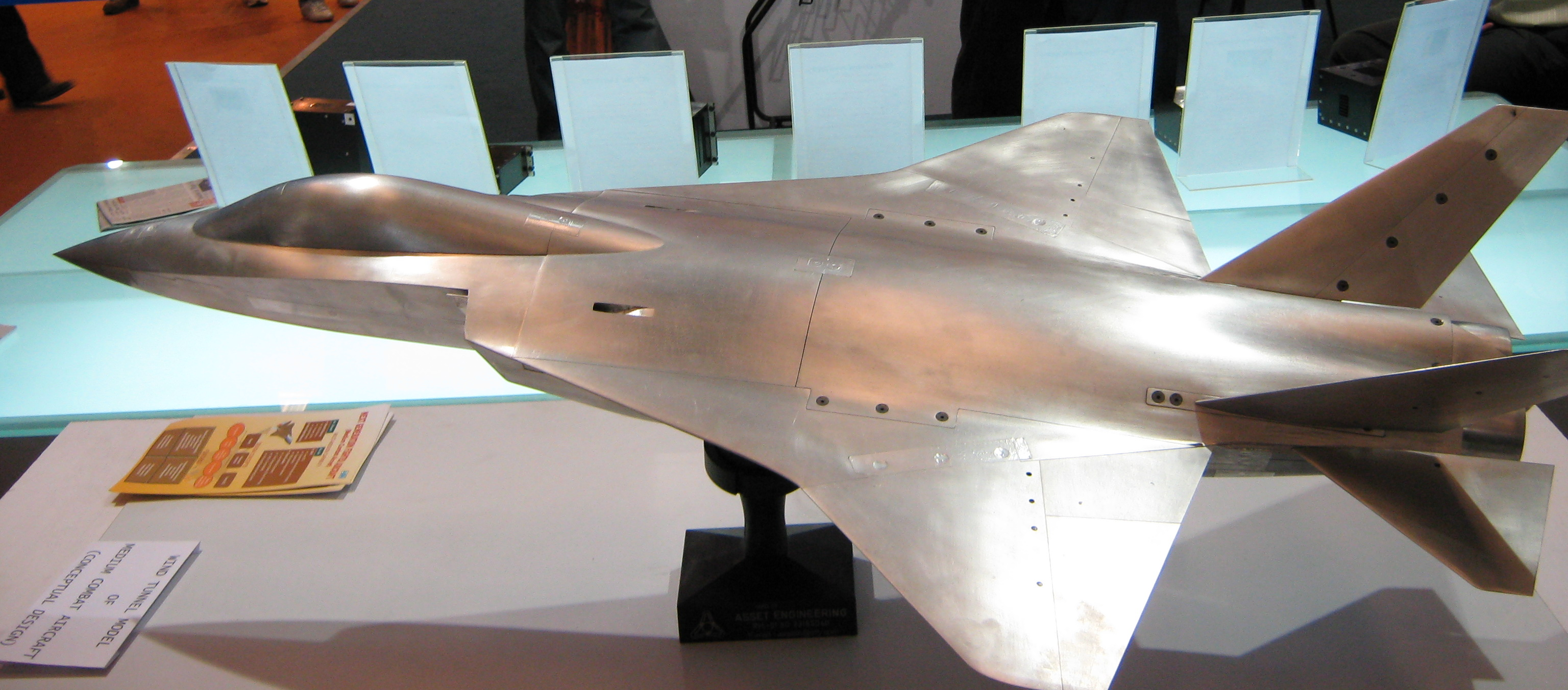
HAL AMCAの風洞模型

Advanced Medium Combat Aircraft (AMCA)第5世代ステルス機計画はダッソー ミラージュ2000、SEPECAT ジャギュア、ミコヤン MiG-23とMiG-27を含む既存の異なる戦闘機を置き換える目的の複数の要求を満たす汎用戦闘機のMedium Combat Aircraft (MCA)計画を発展したものである。航空機の開発計画の開発契約は2008年3月8日に調印された。MCA計画は多様な航空機の開発を維持して、生産と運用経費を削減するために立案された。2009年10月、インド空軍はADAにステルス性を備えるMedium Combat Aircraft (MCA)の開発に関する詳細な報告書を打診した。 同じ月に機体名称をインド空軍とインド海軍によってNext Generation Fighter Aircraft (NGFA)に変更されたが、ADA と DRDOは未だにMCAの分類符号を使用する。
2009年2月、ADAの長官のPS Subramanyam はエアロインディア 2009 の演説で中型軍用機を開発するためにインド空軍と密接に協力していると述べた。さらにインド空軍による仕様は総重量が20トン近くで2基のGTX カヴェリターボファンエンジンを備える予定であると付け加えた。 2010年3月に航空機はAdvanced Medium Combat Aircraft (AMCA)に名称が変更された。
AMCAの公式な実現性調査は2011年に開始され、2012年までに実施される予定である。2015年2月にはAMCAの基本設計と仕様策定を行うプロジェクト定義フェーズが1年以内に完了する予定であるとされた。
エアロインディア2015でTamilmaniは2機の技術実証機と7機の試作機を予定していると述べた。2019年には2機の技術実証機と4機の試作機が試験段階に入る予定であったが遅延している。
その後2024年3月には1年半以上にわたって保留されていた詳細設計と試作機開発が内閣承認された。

### エンジン開発
K 9とK 10のエンジン開発は2012年8月にガスタービン研究所(GTRE)で開始された。エンジンの開発は2015年に外国企業との合弁事業としてカヴェリエンジンの技術と合弁企業の技術を組み合わせて推力110-125 KTNのエンジンを開発する。
2015年2月19日にエアロ インディア2015でTamilmaniの報告ではエンジンの開発はゼネラル エレクトリック、プラット & ホイットニー、ロールス ロイス、スネクマ、ユーロジェット、NPO サトゥールンとカヴェリエンジンの技術を組み合わせて推力110-125 kNのエンジンを開発するというものである。 エアロインディア2015でTamilmani はカヴィニ コアエンジンに合弁事業のEJ 200、スネクマ M88、 NPO Saturn AL-31-117あるいはゼネラル・エレクトリック F414のようなコアエンジンを組み合わせることで推力10-125 KNのエンジンを開発する可能性があるとした。フランスは非公式にAMCAのエンジンにスネクマM88エンジンと他の鍵となる技術の供与を打診したものの、アメリカはF-414とF-135の技術を取り入れたエンジンの完全な共同開発を打診した。 1月25日から27日のアメリカのオバマ大統領の訪問中にインドのような高温条件下でのHot-Engineのような先進的な可変サイクルエンジンの共同開発の可能性に関して協議された。 ロールス‐ロイスも同様に合弁事業でカヴェリエンジンとEJ2XXを原型とする新型エンジンの共同開発を持ちかけた。
その後最初の2個飛行隊のAMCAMark-Iではゼネラル・エレクトリック F414を搭載し、国産エンジンはMark-IIからとされた。

## 設計

### 概要
HAL AMCAは遷音速時の空気抵抗を低減する目的でエリアルールに則った台形主翼と大型の胴体に全動式V型垂直尾翼を備えた多目的戦闘機である。
飛行制御舵面には前縁と後縁のフラップ、エルロン、方向舵と全動式補助翼、これらと同様に空気ブレーキとして作用する。
操縦席は単座で吸気口と主翼付近の高い位置にあり操縦者の視界が良い。航空機は先端部の先輪と後部の2輪の3輪式の降着装置を備える。
兵器槽は胴体下部び先端部と降着装置の間に位置する。AMCAはレーダー反射断面積が低減され、同様にserpentine型の吸気口によりステルス性を増すためにファンブレードのレーダー露出を低減し、内部の兵器槽と複合材と他の素材の使用でステルス性を高める。
飛行制御舵面は中央管理コンピュータシステムによって制御される。フラップとエルロンでロール軸を制御する。

### 機体
AMCAは炭素繊維強化樹脂(C-FC)とチタン合金鋼で構成される。AMCAはC-FC材料を重量の80%まで採用し、胴体 (ドアと外板)、翼(外板、梁と小骨)、エレボン、垂直尾翼、方向舵、空気ブレーキと降着装置ドア等に使用する。複合材料は機体を全金属製の設計の機体と比較して軽量で強靭にするためでAMCAは最も多くのC-FCを採用割合が高い航空機の一つである。 通常の金属性の航空機と比較して機体をより軽く作るために接合器具とリベットの数も同様に減らし機体の信頼性を高め、構造の、亀裂の進展を抑える。
この航空機はカーボンナノチューブをエポキシ樹脂で硬化したナノコンポジット構造体を含む最初に量産された航空機になる予定である。

### 操舵翼と制御
AMCAは非定常安定性設計なので操縦士が扱い易くするために4重系統のデジタルフライ・バイ・ワイヤ飛行制御システムを備える。AMCAの空気力学仕様は肩翼式の台形翼を備える。補助翼は電気油圧式アクチュエーターと光ファイバーを使用したデジタル制御である。主翼の外側前縁は3区画のスラットを備え、内側翼上でボルテックス・リフトを発生させて高エネルギーの空気流を流す。

### 推進
AMCAはGTREの中止されたカヴェリ エンジンの後継であるK 9 + または K 10 エンジンのいずれかを2基備える双発機である。K 10計画は外国のエンジン製造会社との合弁事業(JV)である。K 10計画のエンジンは最終量産標準型のカヴェリエンジンで基の設計に複数の改良が施されて軽量でアフターバーナー使用時の推力が増加した。 両方のエンジンはADAによって設計され、GTREによって開発された。 K 9 と K 10 エンジンの開発は2019年に完了する予定である。 AMCA 試験実証機では暫定的に既存の推力が90 kNのエンジンを搭載する予定である。
K9+とK10の両方のエンジンは超音速巡航のために設計され、AMCAは両方のエンジンでマッハ1.6での超音速飛行が可能でアフターバーナーを備える。

### ステルスとレーダー視認性
AMCAはレーダーでの検出が困難でレーダー反射断面積を減らすために機体の形状を平滑にしたり、エンジンの内部が外側に露出しないように内部が曲がった吸気口するなど他の電子的な対抗策を備える。

### 武装と格納

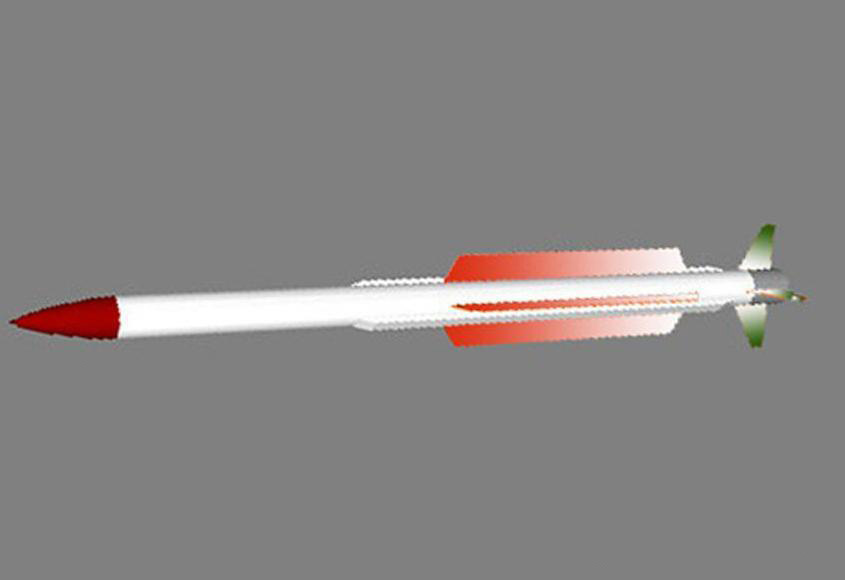
アストラミサイル

AMCAは内部爆弾槽を備え、8基の空対空ミサイルを内部の兵器槽と最大4基まで外部の主翼下のパイロンのハードポイントと2箇所の翼端付近のパイロンと共に航空機の下部の4箇所のハードポイントに装備し、2箇所はそれぞれの兵器槽の側面に装備する。
内部兵装は航空機のステルス性を維持し空気抵抗を大幅に低減することにより、運動性能を外部兵装と比較して高める。AMCAの高速巡航は超音速での兵器の発射能力が以前の機種よりも効率的である。外部パイロンはミサイル、爆弾と増槽を装備可能だがレーダー反射断面積が増え、ステルス性が下がる。航空機は視程外射程ミサイル、近接戦用ミサイル、撃ちっ放しミサイル、精密兵器とレーザー誘導爆弾を装備する。
航空機は精密誘導弾の放出能力を備える。AMCAの他の特徴は拡大された捕捉距離と有効射程距離と超音速での兵器の放出能力である。ミサイルの発射には油圧式の腕でミサイルを航空機から離れた場所へ押すために1秒未満の兵器槽のドアの開放が必要で、これは高速飛行中にミサイルを発射するために脆弱性を低減するためである。
航空機は接近戦用には精密照準を備えたGSh-30130 mmキャノンが含まれる。キャノンは320発の銃弾を備える。航空機はミッションに応じてDRDO アストラ、Derbyのような視程外射程ミサイルとヴィーンペル R-73, ヴィーンペル R-27、パイソン 5と開発中のHelinaのような接近戦用のミサイルが含まれ、AMCAは同様にブラモス A, ブラモス M, ブラモス NGのような空対空と空対地ミサイルとNirbhay 巡航ミサイルを運搬し、発射するように設計された。 航空機は同様にブラモス 2中距離極超音速ミサイルのような極超音速ミサイルやHSTDV長距離極超音速ミサイルの搭載能力を有する。 爆撃任務のために航空機はSudarshan/KAB-500Lレーザー誘導爆弾とOFAB-100-120、OFAB-250-270重力爆弾とRBK-500クラスター爆弾を組み合わせる。

## 仕様諸元
出典: amca-a-10-year-project-is-on-track-says-ada-scientistnewindianexpress
諸元
- 定員: 1名
- 全長: 約18m
- 全高:
- 翼幅: 11.13m
- 最大離陸重量: 約25t
- 動力: ゼネラル・エレクトリック F414 ターボファンエンジン、   × 2

性能
- 最大速度:   マッハ 1.8
- 実用上昇限度: 約16000 m